# マサッチオ
マサッチオまたはマザッチオ（伊: Masaccio [maˈzattʃo], 1401年12月21日 - 1428年）は、ルネサンス初期のイタリア人画家。フィレンツェ共和国のサン・ジョヴァンニ・ヴァルダルノ生まれで、本名はトンマーゾ・ディ・セル・ジョヴァンニ・ディ・シモーネ・カッサーイ (Tommaso di Ser Giovanni di Simone Cassai)。ジョルジョ・ヴァザーリの『画家・彫刻家・建築家列伝』によれば、まるで生きているかのように人物とその身体の動きを再現する能力と自然な三次元描写能力から、マサッチオが当時最高の画家であったとされている。「マサッチオ」という愛称は本名の「トンマーゾ（Tommaso）」の短縮形「マーゾ（Maso）」からきており、「不恰好」あるいは「だらしない」男を意味する。このような愛称がつけられたのは、マサッチオの師ではないかともいわれている画家の名前もトンマーゾ（・ディ・クリストフォーロ・フィーニ）であり、同じく短縮形のマーゾからきた「小さな男」を意味するマソリーノと呼ばれていたことと区別するためと考えられている。
マサッチオは短命な画家だったが、他の芸術家たちに多大な影響をあたえた。マソリーノの画風が中世・ゴシック風を色濃く留めるのに対し、マサッチオの画風は現実的な人物表現や空間把握、人物の自然な感情の表現など、初期ルネサンスの画風を革新した。作品に最初に透視図法を使用した最初の画家の一人であり、絵画に消失点などの概念を導入した最初の画家だった。それまでの芸術で主流だった国際ゴシック様式のイタリア人画家ジェンティーレ・ダ・ファブリアーノたちが描いていた複雑で装飾的な表現ではなく、遠近法やキアロスクーロなどを用いることによってより自然で写実的な絵画を描いた。

## 前半生
マサッチオはジョヴァンニ・ディ・シモーネ・カッサーイとヤーコパ・ディ・マルティノッツォの息子としてカステル・サン・ジョヴァンニ・ディ・アルトゥーラで生まれた。この生誕地は現在のイタリアトスカーナ州アレッツォ県サン・ジョヴァンニ・ヴァルダルノにあたる。父ジョヴァンニは公証人で、母ヤーコパはフィレンツェ南部バルベリーノ・ディ・ムジェッロの宿屋の娘だった。家名の「カッサーイ」は父方の祖父シモーネと大叔父ロレンツォが家具職人（「casse あるいは cassai）だったことによる。父ジョヴァンニはマサッチォが5歳の1406年に死去した。同じ年に弟ジョヴァンニ（1406年 - 1486年）が生まれており、後にロ・スケッジャ（破片）という愛称で呼ばれる画家になっている。1412年に母ヤーコパは年上の薬剤師フェオと再婚し、フェオの連れ子が後にカステル・サン・ジョヴァンニ出身の画家マリオット・ディ・クリストファーノ（1393年 - 1457年）と結婚したという記録が残っている。
マサッチオが正式に絵画の修業を積んだという記録は残っていない。ヴァザーリの著作『画家・彫刻家・建築家列伝』の第2版には、マソリーノがマサッチオの師だったことをほのめかす記述がある 。しかしながらマサッチオの最初期の作品として知られる『サン・ジョヴェナーレ三連祭壇画』はマソリーノの作風とは全く異なっており、二人が師弟関係にあったとするのは無理があるとする美術史家が多い。現代の研究者たちは他にも、マリオット・ディ・クリストファーノ、ビッキ・ディ・ロレンツォ、ニッコロ・ディ・ラポなど、以前にマサッチオの師ではないかと考えられた画家たちの誰のもとでも修行はしていないと考えている。近年の研究では、マサッチオは画家ではなく装飾写本作家としての修業をしていたのではないかとする見解もある 。
ルネサンス期の画家たちは、通常12歳くらいから師匠（マスター）に就いて徒弟として修業した。マサッチオもフィレンツェに住居を移したのは修業のためだと考えられているが、当時の記録は残っていない。マサッチオの名前が初めてフィレンツェの文書にあらわれるのは1422年1月7日の記録で、すでに一人前の画家として画家ギルド (the Arte de' Medici e Speziali) の一員になってからのことだった。

## 初期の作品

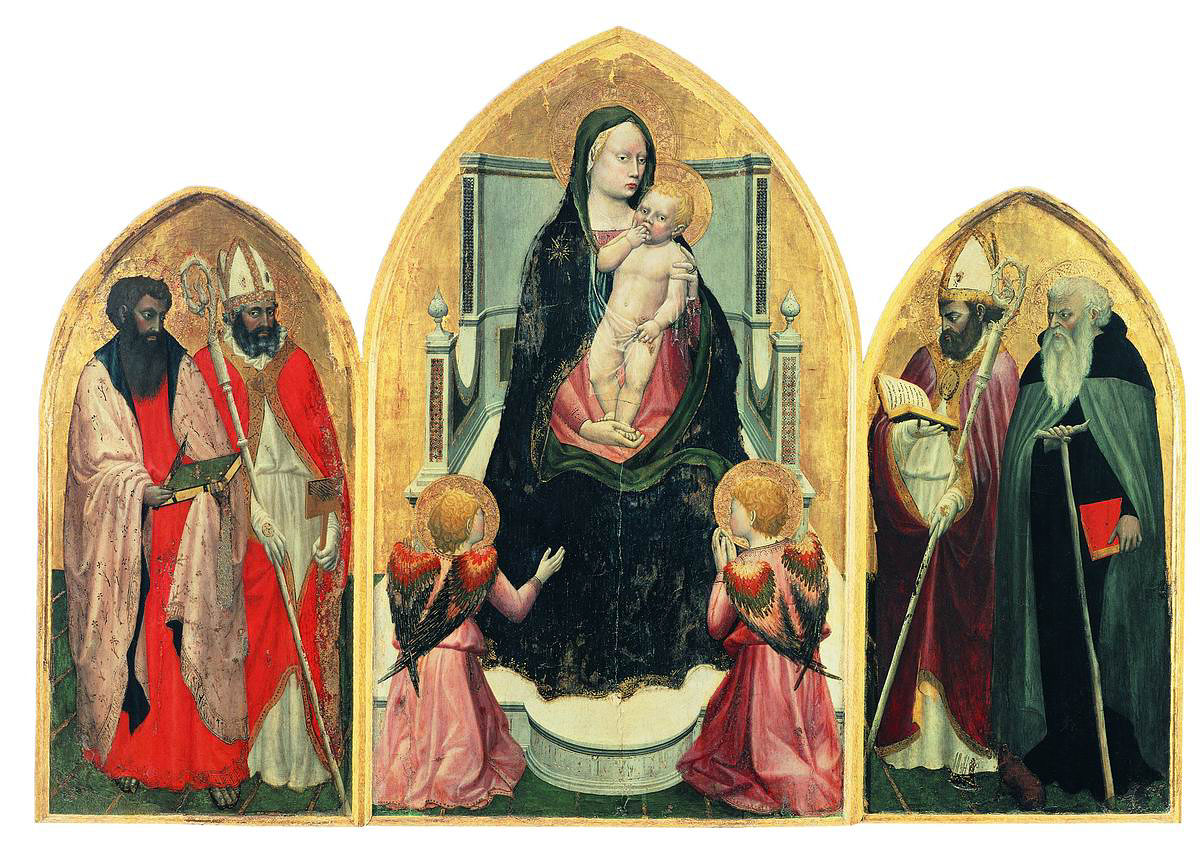
『サン・ジョヴェナーレ三連祭壇画』（1422年）

マサッチオの最初期の作品であると考えられているのは『サン・ジョヴェナーレ三連祭壇画』（1422年）(en:San Giovenale Triptych)と、『聖アンナと聖母子 (マサッチオ)』（1424年頃、ウフィツィ美術館所蔵） (en:Virgin and Child with Saint Anne (Masaccio)) である。『サン・ジョヴェナーレ三連祭壇画』は、マサッチオの故郷に近いカッシア・ディ・レッジェッロのサン・ジョヴェナーレ教会で1961年になってから「発見」された。この作品の中央パネルには天使と聖母子、左翼パネルには聖バルトロマイと聖ブラシウス、右翼パネルには聖ジョヴェナーレと聖アントニオスがそれぞれ描かれている。『サン・ジョヴェナーレ三連祭壇画』の保存状態は悪く、オリジナルの枠組みは失われ、さらに画肌表面は摩耗してしまっている。このような保存状態ではあるものの、マサッチオが深い関心を寄せていた13世紀 - 14世紀のイタリア人画家ジョットが追及した三次元的描画の再現を、ふくよかな人物描写や短縮遠近法から見てとることができる。

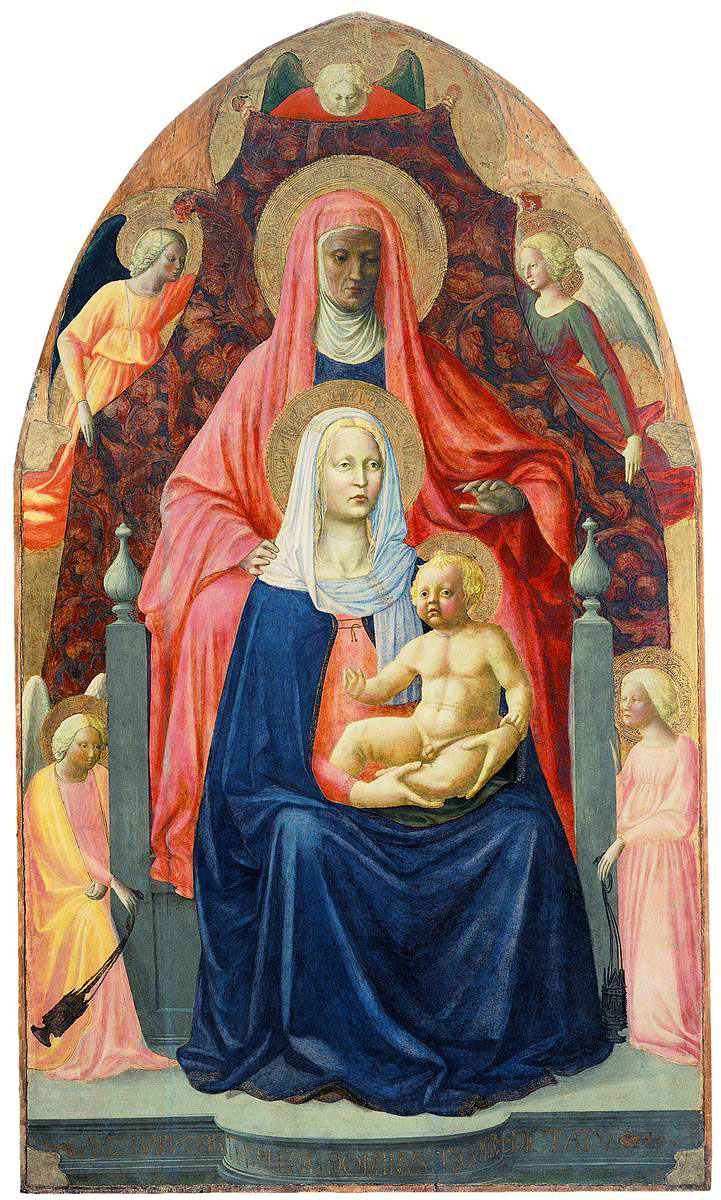
『聖アンナと聖母子』（1424年頃）
ウフィツィ美術館 (フィレンツェ)

『聖アンナと聖母子』は、年長で当時高名な画家だったマソリーノ（1383年/1384年 - 1436年頃）との最初の共同制作作品といわれている。この二人が共同制作を行った理由ははっきりしていないが、マソリーノが年長だったことからマサッチオを庇護していた可能性がある。しかしながら『聖アンナと聖母子』では、マソリーノが聖アンナと背後の天使を描き、マサッチオがより重要なモチーフである聖母子を描いていることから、この作品の主導権はマサッチオにあったと考えられている。

## 後期の作品
マサッチオはフィレンツェでジョットの作品を学ぶ機会があり、建築家フィリッポ・ブルネレスキ、彫刻家ドナテッロらとの知遇を得た。ジョルジョ・ヴァザーリの『画家・彫刻家・建築家列伝』によれば、マサッチオは1423年にマソリーノとともにローマを訪れて以来、ピサのカルメル修道院の祭壇画に見られるように、それまでの絵画様式であるゴシック様式、ビザンティン様式の影響から解放されたとしている。現存するマサッチオの作品数点に見られる古代ギリシア・ローマ美術からの影響も、おそらくこのときのローマ訪問が契機となっている。マサッチオとマソリーノの共同作品としては、ミケランジェロらのドローイングによって現代に伝わる当時のイタリアの祭り「サグラ」を描いた、フィレンツェのサンタ・マリア・デル・カルミネ教会 (en:Santa Maria del Carmine) のフレスコ画（1422年4月19日）があった。しかしこのフレスコ画は16世紀末に教会の回廊が改築されたときに取り壊されてしまった。

### ブランカッチ礼拝堂フレスコ画

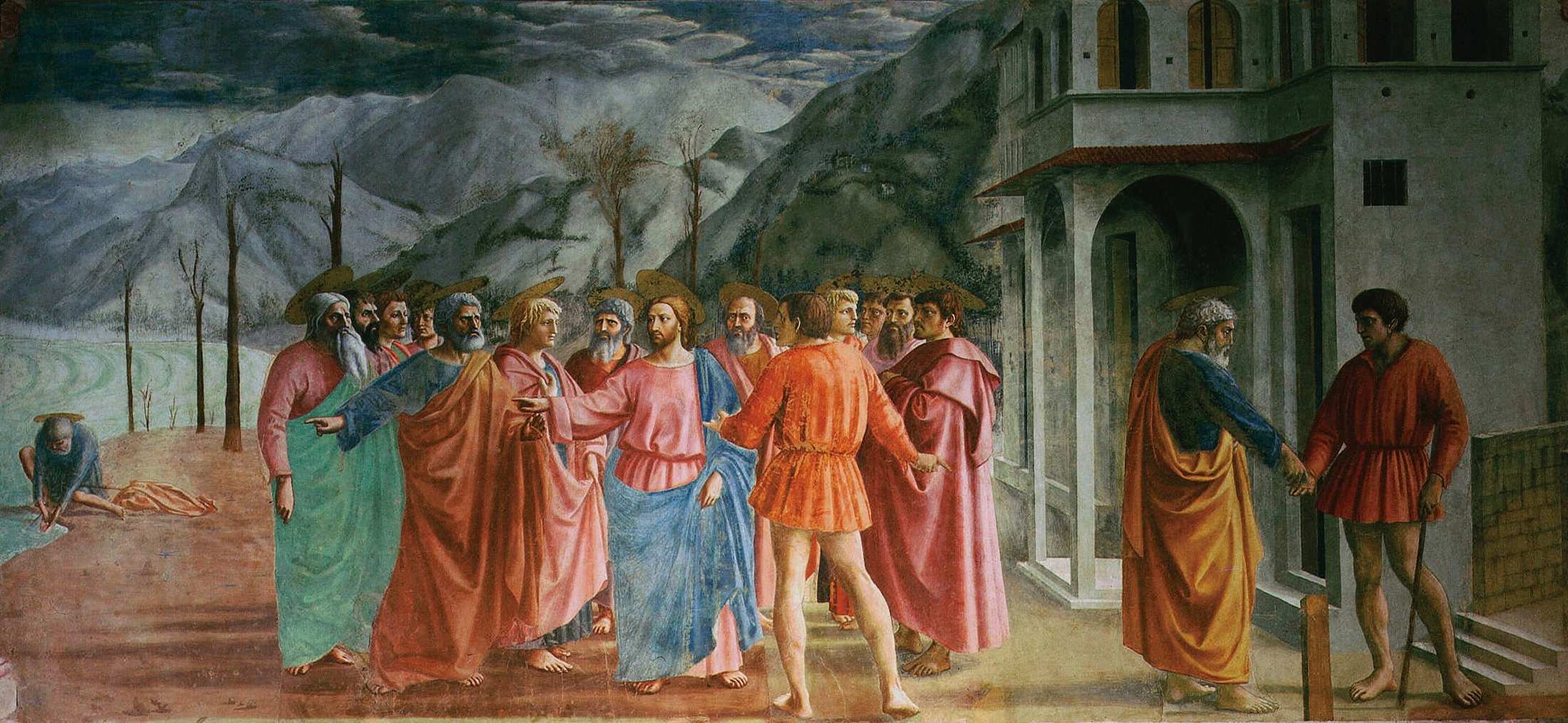
貢の銭（1420年代）
サンタ・マリア・デル・カルミネ大聖堂ブランカッチ礼拝堂（フィレンツェ）

「腕のいい高名な二人組 (duo preciso e noto)」といわれていたマサッチオとマソリーノは、1424年に富裕な権力者フェリーチェ・ブランカッチから、フィレンツェのサンタ・マリア・デル・カルミネ大聖堂のブランカッチ礼拝堂内部に一連のフレスコ装飾画を描く依頼を受けた。特に礼拝堂左右壁面それぞれに上下二段に配置された『聖ペテロ伝』四面の構成は、見かけの素朴さを裏切って巧妙な方法で統合されており、このフレスコ画がマソリーノをはじめとする複数の制作者による作品であることを完全に忘れさせる。
礼拝堂の絵画制作は1425年ごろから始められたが、絵画完成前に二人ともこの仕事を放棄してしまっている。二人が放棄した理由は伝わっておらず、最終的にこれらのフレスコ画は1480年代になってからフィリピーノ・リッピが完成させた。これらのフレスコ画に描かれているモチーフはあまり一般的な題材ではない。フレスコ画の大部分には聖ペトロの生涯が2場面に渡って描かれており、入口の両側には誘惑され、楽園から追放されるアダムとイヴが描かれている。一連のフレスコ画は人間の罪業と、初代ローマ教皇ペトロによる救済を意味している。
マサッチオの画面構成にはジョットの影響が見られる。人物は大きく重量感を持って力強く描かれ、内なる感情はその表情やしぐさで表現されており、非常に自然な印象を与える絵画に仕上がっている。しかしながらジョットとの相違点として、マサッチオは一点透視図法、空気遠近法、一定方向から射す光源、キアロスクーロなどの技法を導入しており、明確な輪郭線を描くことなく光や色合いで対象の姿形を表現することに成功している。それまでの芸術家たちの絵画よりも一層説得力があり、真に迫った作品を描きだしたのである。

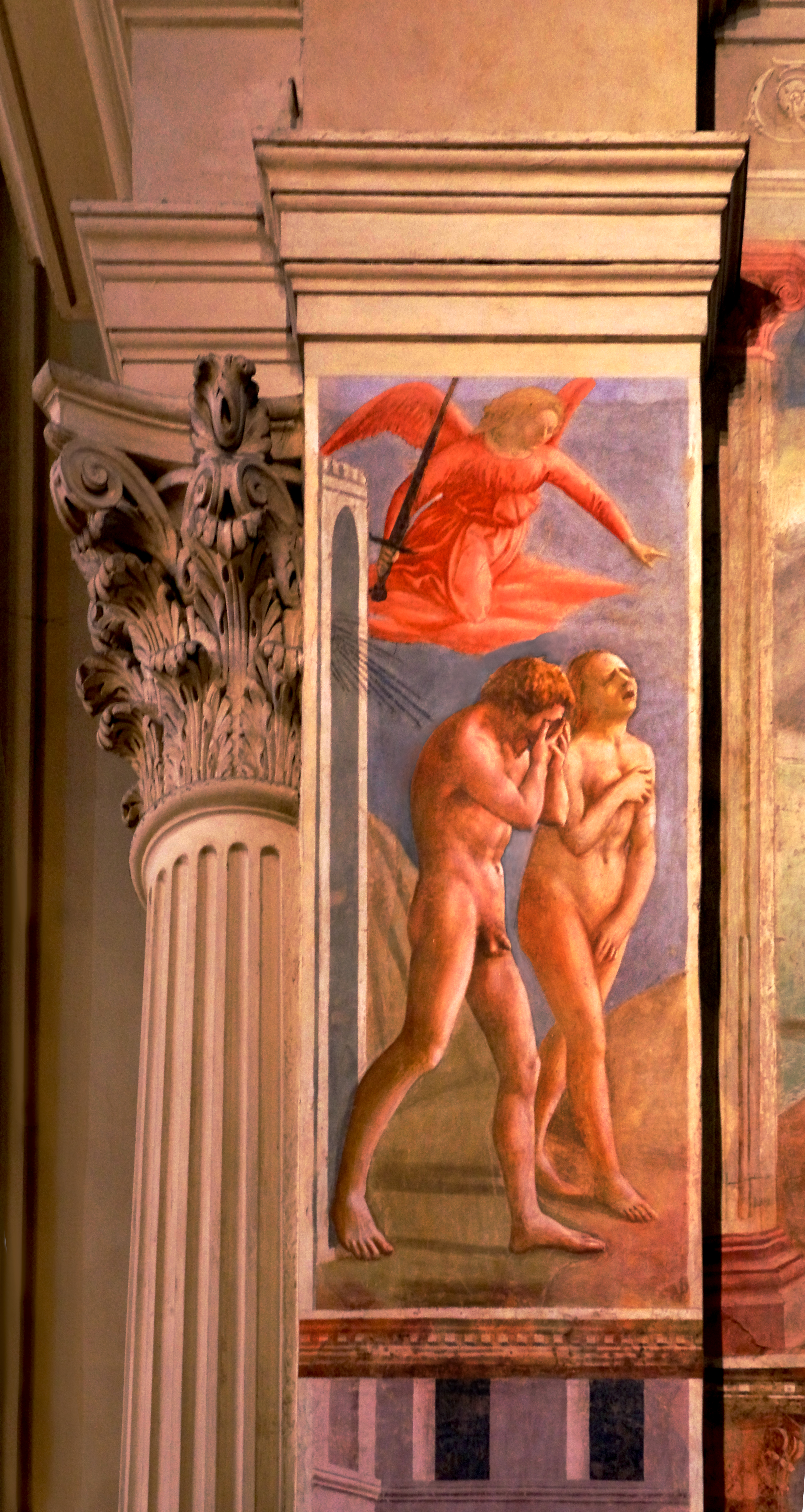

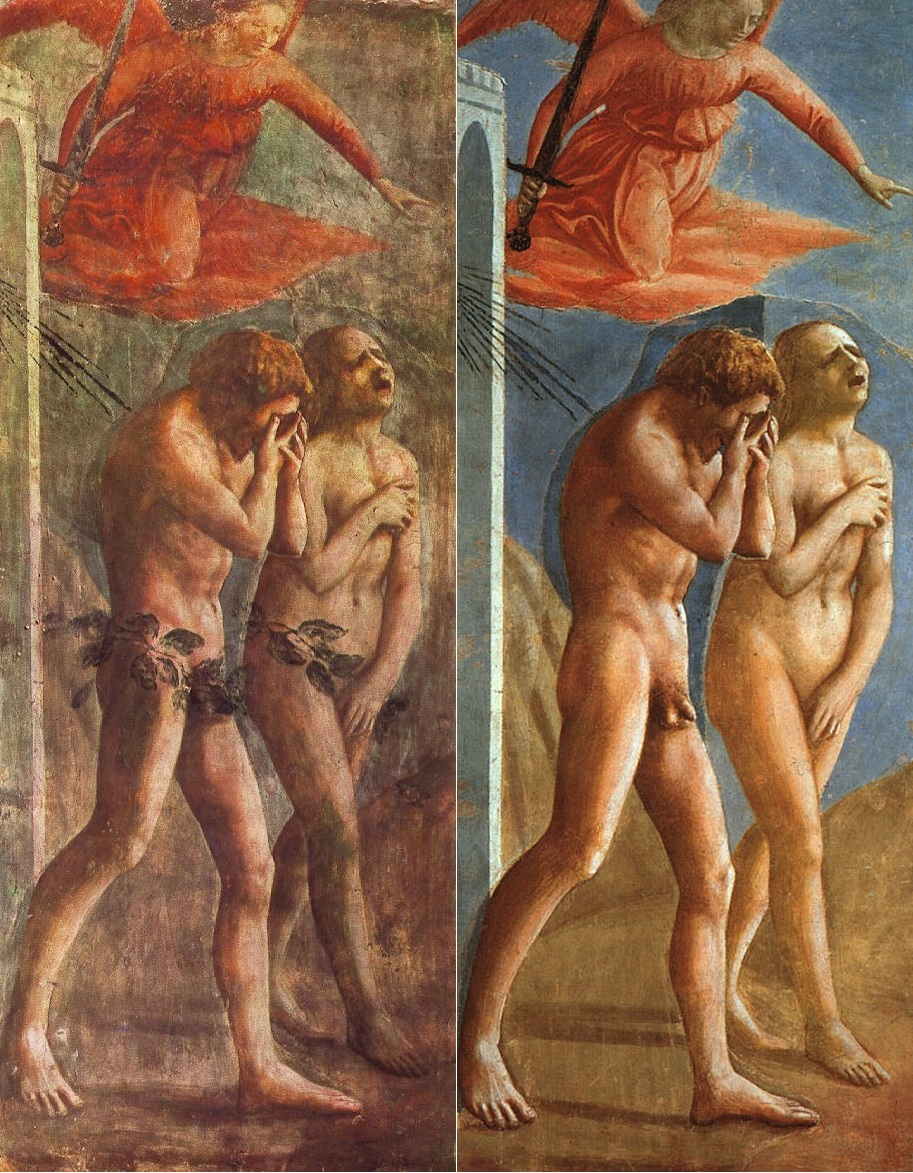
『楽園追放』（1426年 - 1427年）
サンタ・マリア・デル・カルミネ大聖堂ブランカッチ礼拝堂（フィレンツェ）
左が修復前、右が1980年代に行われた修復後の画像で、後年になって付け加えられた股間のイチジクの葉が除去されている

『楽園追放』は天使に追い立てられて嘆き悲しみながらエデンの園から追放されるアダムとイヴを描いた作品である。禁断の果実を食べて恥という概念を認識したアダムが両手で顔を覆い、イヴが自身の身体を隠しているこのフレスコ画は、後年のミケランジェロにも多大な影響を及ぼしている。ブランカッチ礼拝堂にあるもう一つの著名なフレスコ画『貢の銭』には新古典様式の典型とも言える表現でイエスと使徒が描かれている。美術史家たちが何度も指摘してきたように『貢の銭』は実際のブランカッチ礼拝堂の窓からの外光を計算に入れて描かれており、あたかも礼拝堂の窓から射し込む光を光源としているかのようにして人物の影が表現されている。このことは作品により一層の真実味を与えるだけでなく、マサッチオの革新的な才能を証拠立てるものとなっている。
1425年9月にマソリーノはブランカッチ礼拝堂のフレスコ画制作を中止してハンガリーへと渡った。依頼主のフェリーチェ・ブランカッチとの金銭的不和によるもの、あるいはマサッチオとの芸術的見解の相違によるものなどという推測もあるが、定説はない。他にもマソリーノの礼拝堂フレスコ画の制作放棄は開始当初から考えていたもので、一人でも依頼されたフレスコ画を仕上げられるまでに腕を上げたマサッチオとの共同制作に終止符を打つつもりだったという説もある。しかし1426年になって、マサッチオも別の依頼に応えて、ブランカッチ礼拝堂フレスコ画制作を放棄してしまった。このときマサッチオにもたらされた依頼は、マソリーノに絵画制作を依頼したのと同じパトロンからのものだったと考えられている。このころにはブランカッチ礼拝堂フレスコ画のパトロンだったフェリーチェの財政状態が悪化し賃金の支払にも事欠くようになっていたために、二人は別の仕事を探したとのではないかという推測もある。

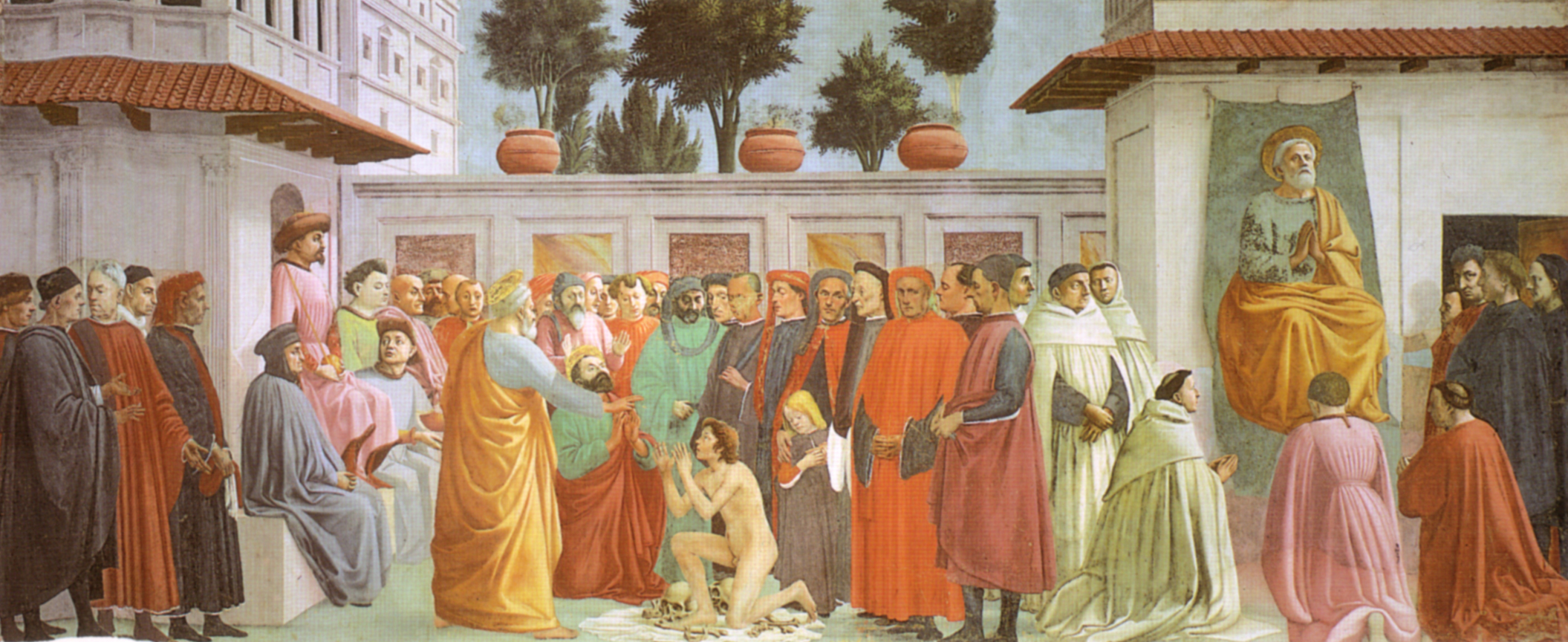
『テオフィルスの息子の蘇生と教座のペテロ』（1425年 - 1428年））
サンタ・マリア・デル・カルミネ大聖堂ブランカッチ礼拝堂（フィレンツェ）

1427年にマサッチオはブランカッチ礼拝堂のフレスコ画制作に戻り、『テオフィルスの息子の蘇生と教座のペテロ』に着手したが、またしてもマサッチオはこの絵画の制作を途中で放棄している。未完のままになっていた『テオフィルスの息子の蘇生と教座のペテロ』には依頼主であるブランカッチ一族の肖像画が描かれていたため、後にブランカッチ家と敵対していたメディチ家によって多大な損壊を受けることになった。そして、さらに50年以上が経ってから、フィリッピーノ・リッピが『テオフィルスの息子の蘇生と教座のペテロ』を修復、完成させている。マサッチオとマソリーノが描き上げたフレスコ画のなかには、1771年の火事で焼失してしまったものもあり、それら失われたフレスコ画の記録はヴァザーリの著作に記されているのみである。焼失を免れた作品も煤煙で大部分が黒ずんでしまったが、近年になってそれら損壊した絵画を覆っていた大理石の板が除去され、フレスコ画もオリジナルの状態に近く修復されている。

### ピサ祭壇画
マサッチオは1426年4月19日に、80フローリンの契約でジュリアーノ・ディ・コリーニョからピサのサンタ・マリア・デル・カルミネ教会に付属する、コリーニョ一族の礼拝堂の多翼祭壇画制作を請け負った。現在『ピサ祭壇画』と総称されている作品だが、18世紀に礼拝堂から取り払われ、祭壇画は分割されて各地へと散逸してしまった。多くの美術史家がヴァザーリの著作の記述をもとにして『ピサ祭壇画』のオリジナルの構成がどのようなものであったのかの仮説を立てている。もともとは20枚以上のパネルで構成されていた多翼祭壇画であったと考えられており、現在ではそのうち11枚のパネルのみが世界各地の様々なコレクションに収蔵されている。

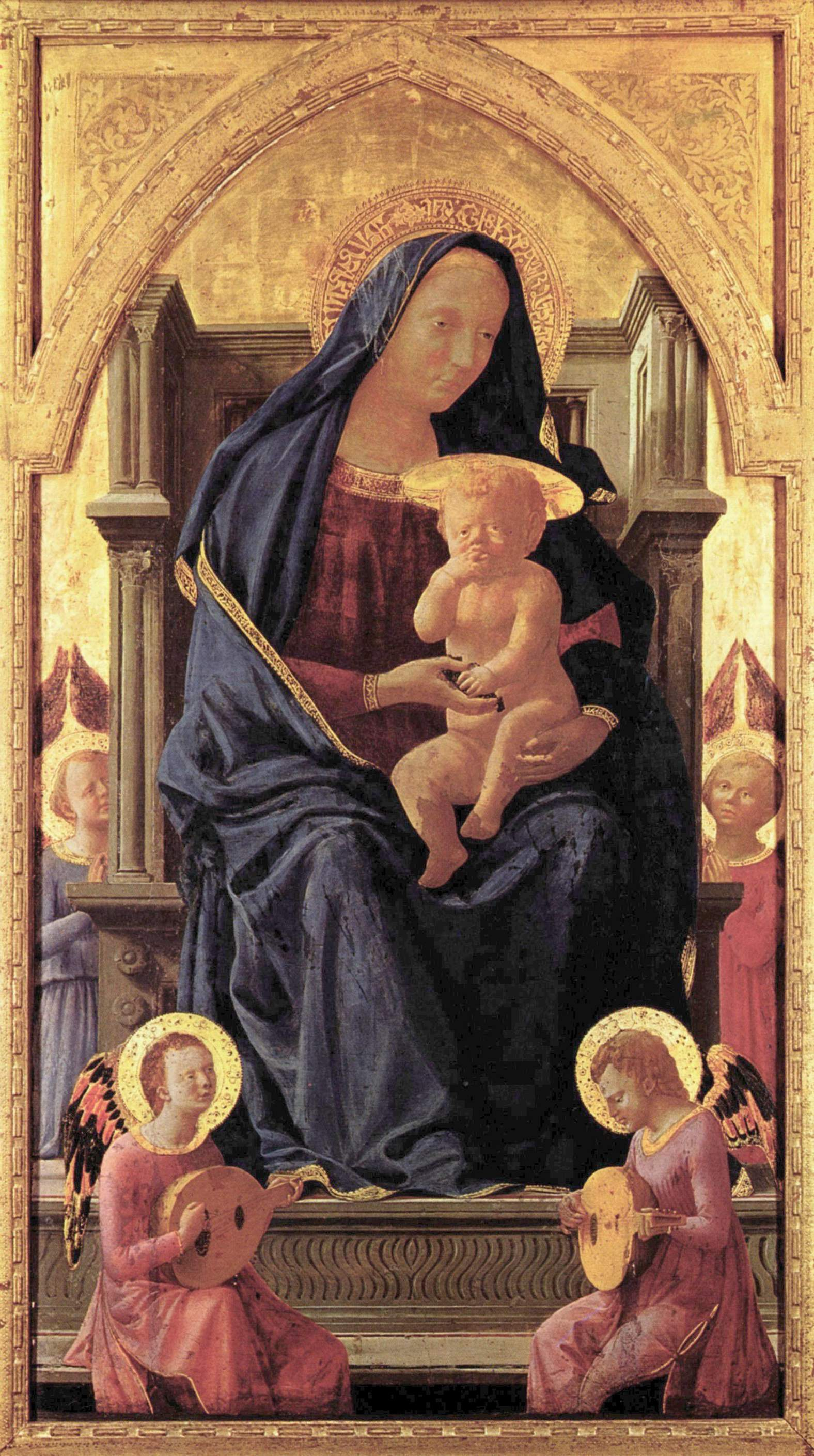
『聖母子』（1426年）
ナショナル・ギャラリー (ロンドン)
『ピサ祭壇画』の中央パネルで、聖母マリアの円光にはアラビア文字風の装飾がなされている

各地に散逸した祭壇画のうち、マサッチオと弟のジョヴァンニ、アンドレア・ディ・ジュストの合作による聖母子が描かれている中央パネルが、ロンドンのナショナル・ギャラリーに所蔵されている。この『聖母子』と呼ばれる作品の保存状態は極めて悪く、さらにオリジナルの状態よりもパネルのサイズが小さくなっており、おそらく左右は8cm、上下は2.5cm程度切落とされたと考えられている。

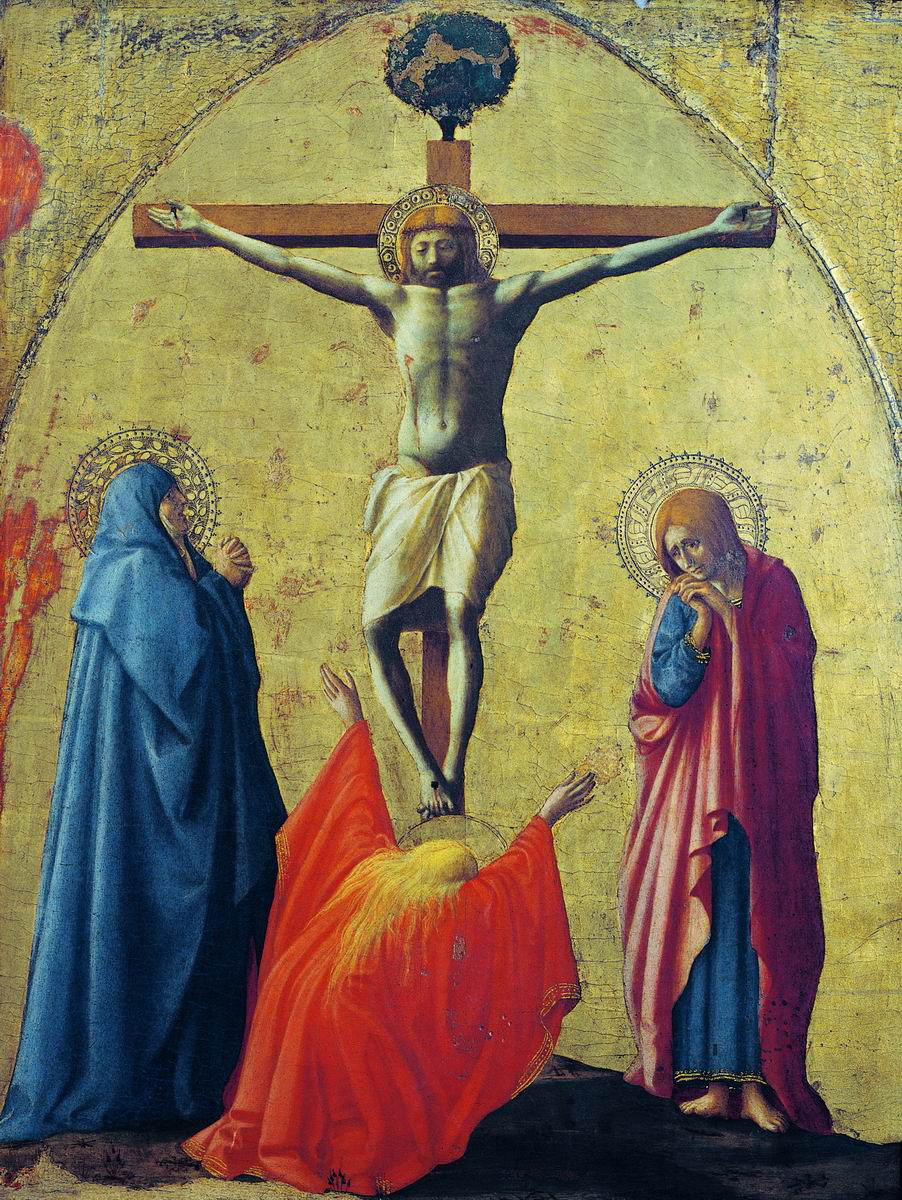
『キリスト磔刑』
カポディモンテ美術館（ナポリ）
『ピサ祭壇画』から散逸したパネル

『聖母子と天使』には聖母子と4体の天使が描かれている。聖母マリアが中央にもっとも大きく描かれ、これはマリアがこの作品の主題であることを意味している。幼児イエスはマリアの膝に抱かれ、マリアが差し出しているイエスの聖体（血液）の象徴たる赤ワインの元となるブドウを食べており、いずれ自身が処刑されるのを自覚していることを暗示している。マリアは悲しげな顔でイエスを見つめ、マリアもイエスの運命に気付いているかのように描写されている。ナポリの国立カポディモンテ美術館が所蔵する『ピサの祭壇画』の一部分『キリスト磔刑』はオリジナルの多翼祭壇画では『聖母子と天使』の上部に位置しており、このこともイエスの未来を強く暗示する構成となっている。
『聖母子』には伝統的な手法が採用されている。高価な金箔を貼った背景、マリアの衣服に用いられている高価な顔料ウルトラマリン、大きく描かれ重要な役割を与えられているマリアなど、中世末期の聖母子像の典型的な手法である。しかしながらそれまでの国際ゴシック様式の絵画作風とは異なり、マサッチオ独自の写実的表現で描かれている。イエスはそれまでの、例えばロレンツォ・モナコやジェンティーレ・ダ・ファブリアーノが描いた幼児イエスに比べると、非常に幼く表現されている。

マサッチオは『ピサ祭壇画』の制作時にはブランカッチ礼拝堂のフレスコ画も同時に手がけていたため、ピサとフィレンツェを頻繁に行き来していた。このころのピサでは彫刻家ドナテッロが、ナポリへと送る予定の、枢機卿リナルド・ブランカッチのための記念碑を制作していた。このことから当時のマサッチオがドナテッロの彫刻にヒントを得て自身の絵画に写実性や遠近法を取り入れようと試みたのではないかという説がある。

### 聖三位一体

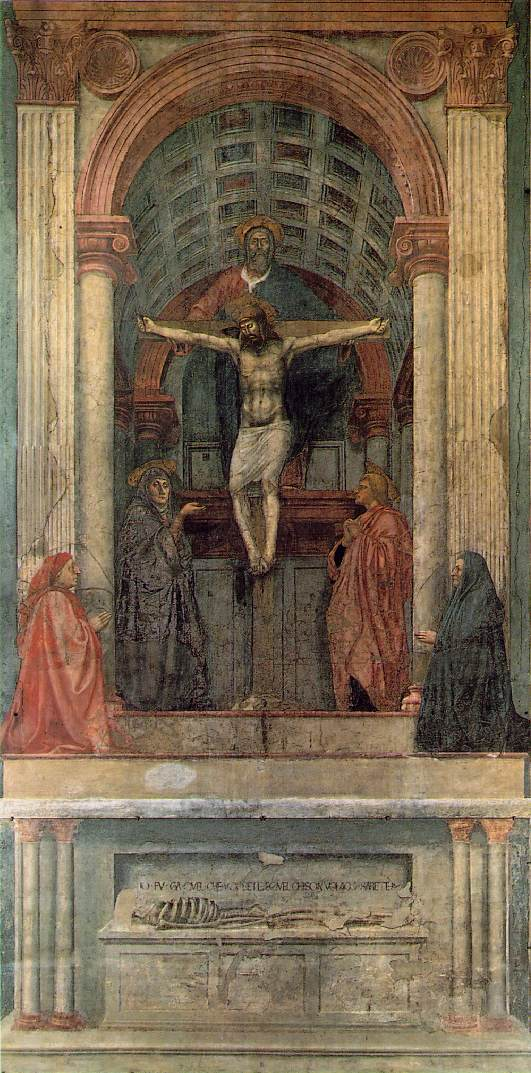
『聖三位一体』（1427年頃）
サンタ・マリア・ノヴェッラ教会（フィレンツェ）
聖三位一体（父と子と聖霊）、聖母マリア、洗礼者ヨハネとこの絵画の献納者 (ドナー) が描かれている

マサッチオは1427年ごろにフィレンツェのドミニコ会派サンタ・マリア・ノヴェッラ教会に『聖三位一体』を制作する依頼を受けた。この『聖三位一体』は『貢の銭』と並んでマサッチオの代表作といわれ、体系だった透視図法が導入された最初期の絵画であり、マサッチオは建築家ブルネレスキの協力を得てこの作品を仕上げたとされている。
このフレスコ画の依頼主（教会への絵画献納者）に関する当時の記録は残っていないが、レンツィ家が『聖三位一体』の依頼主であると考える美術史家が多い。また、近年の研究で『聖三位一体』の真下にある墓がフィレンツェのサンタ・マリア・ノヴェッラ地区のベルティ家の所有であることが判明している。ベルティ家は聖三位一体を長きに渡って信仰していた労働者階級の一族であり、聖三位一体をモチーフとした絵画をマサッチオに依頼した可能性も高い。いずれにせよ、聖母マリアの左側に描かれているのが絵画献納者の男性で、福音書記者ヨハネの右側に描かれているのが男性の妻であると考えられている。14世紀後半から15世紀初頭の聖三位一体を扱った絵画で、聖母マリアや洗礼者ヨハネ、さらには絵画献納者が並置して描かれた作品は珍しく、墓と聖三位一体を関連付けて描いた作品もほとんど前例がなかった。
聖人とこの絵画の献納者は骸骨が横たえられた石棺の上に描かれている。骸骨の上の壁面には「過去の私は現在の貴方であり、現在の私は未来の貴方である IO FUI GIA QUEL CHE VOI SIETE E QUEL CH'IO SONO VOI ANCO SARETE」という銘が刻まれている。この骸骨は人間に死をもたらしたアダムを容易に連想させ、この作品を観るものに現世がいかに儚いものであるかを認識させる役割を果たしている。聖三位一体への信仰のみが死を乗り越えられるということを表現した絵画である。
その他にもこの絵画をめぐる複数の解釈が存在する。個人的な信仰心やイエスの死を祈祷している昔ながらの伝統的な絵画であり、描かれている詳細なモチーフとこの作品が表現している寓意とは直接関係がないとする研究者も多い。
アメリカの美術史家メアリ・マッカーシーはこの作品について「極端なまでに理詰めに描かれたこのフレスコ画は、あたかも哲学や数学の証明問題のようだ」としている。

## その他の作品

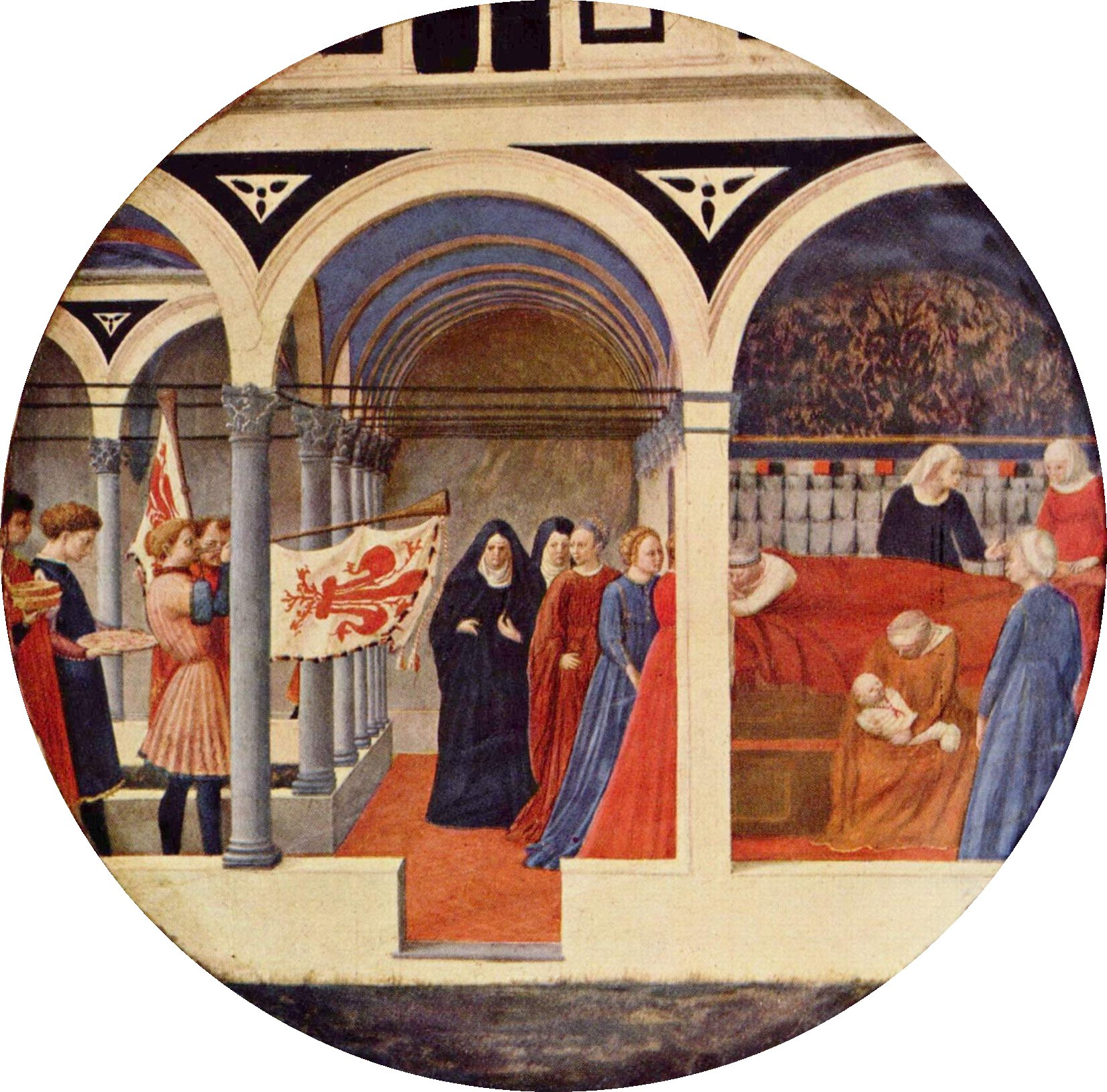
『キリストの降誕』（1427年 - 1428年）
絵画館（ベルリン）

マサッチオは、ローマのサン・クレメンテ教会礼拝堂で聖カテリナの生涯を描くフレスコ画を制作していたマソリーノのもとを訪れる以前に、『キリスト降誕』（1427年 - 1428年、絵画館（ベルリン））と、現存していない『受胎告知』の二作品を描いている。どちらの作品もマサッチオと他者との共同制作であると確認されたことはない。その他、マソリーノがサンタ・マリア・マッジョーレ大聖堂の依頼で描き、現在はロンドンのナショナル・ギャラリーが所蔵する多翼祭壇画の人物像のうち、聖ヒエロニムスと洗礼者ヨハネはマサッチオの手によるものと考えられている。

## 後世への影響
マサッチオは1428年にローマ教皇領で27歳の若さで急死した。マサッチオの才能に嫉妬した他の画家に毒殺されたとする伝承があるが、真相は不明である。絵画史上に残る巨匠の中では最も短命の一人であったが、後のルネサンス絵画のあり方を決定づける方法的モデルとなる作品を残した。その意味で建築家フィリッポ・ブルネレスキ、彫刻家ドナテッロと共に、ルネサンス美術そのものの創設者の一人であるとも見なされている。
ヴァザーリは、すべてのフィレンツェの画家たちが「絵画における原則と法則を学びとるために」マサッチオのフレスコ画を徹底的に研究したとしている。マサッチオはそれまでの理想化されたゴシック絵画からイタリア絵画を決別させ、絵画に深みを与え現実的な表現と人文主義を作品に持ち込んだ最初の画家となった。